# 표고
표고버섯(shiitake, 문화어: 참나무버섯)은 낙엽버섯과에 속하는 버섯이다.

## 설명
봄부터 가을에 걸쳐 밤나무·떡갈나무 등의 죽은 나무에 기생하거나 자란다. 표고버섯 자루는 굵고 짧으며 지름이 6~10cm 정도인 둥근 갓은 표면에 회갈색 틈이 많으며 표고버섯 안쪽에주름이 많이 잡혀 있다.
표고버섯은 식용으로 국물내는 데 쓰기도 한다. 표고에 혈액 속의 콜레스테롤 축적 억제하는 특수 성분이 있다는 것이 밝혀지고 고혈압 방지하는 식품으로 많이 먹고 있다. 참나무 원목으로 표고버섯 기르는 농장에선 톱밥 파리가 꼬인다. 근래 톱밥배지 이용하여 재배하는 농가비율이 크게 증가하였으며 톱밥배지는 주로 중국에서 수입한다.
산림청에 따르면 2016년 기준 생산액은 표고이 2119억원으로 가장 많고, 새송이(1283억원), 느타리(1280억원), 양송이(590억원) 순으로 조사됐다.

## 생태

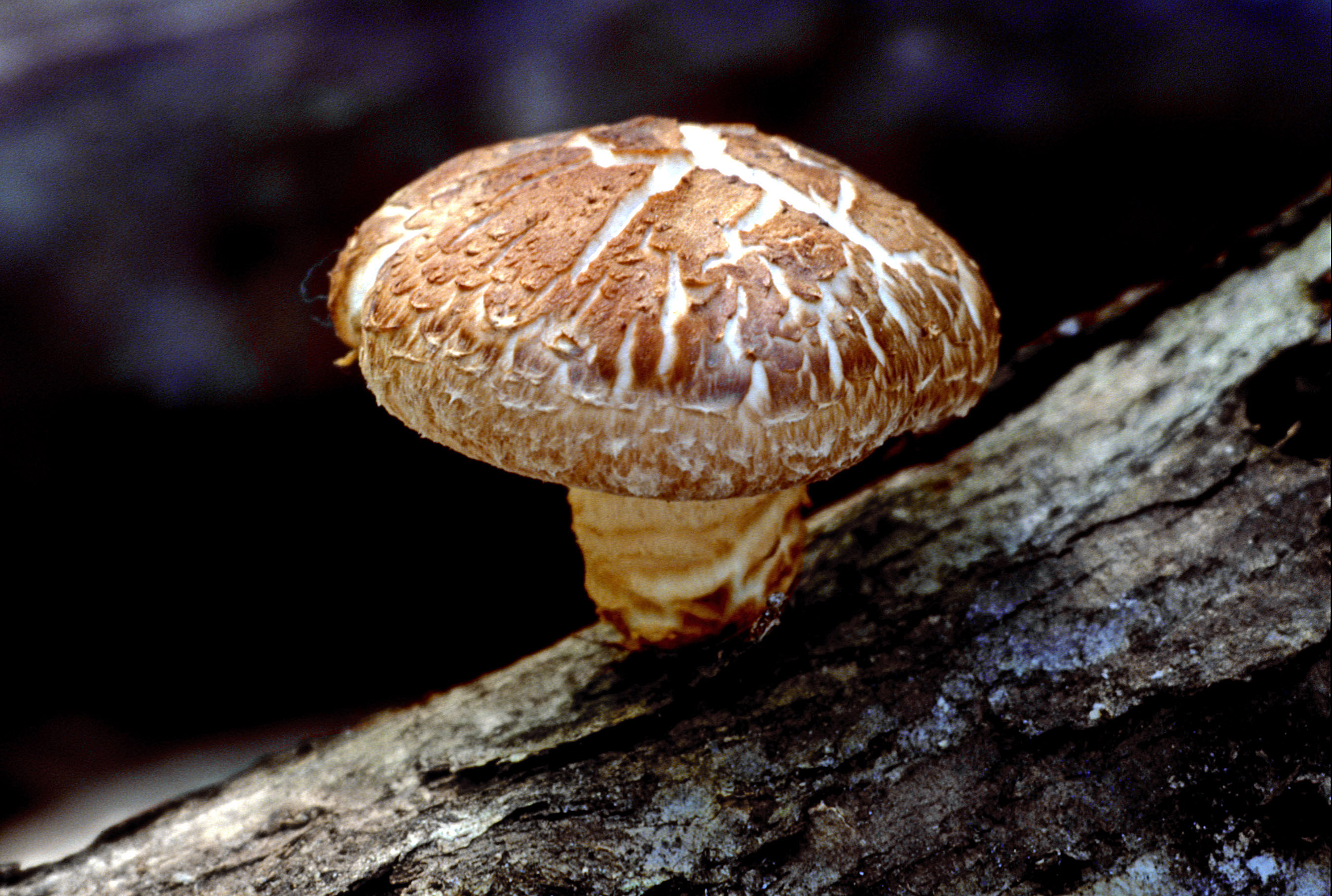
표고

자연계에서는 주로 상수리 나무나 모밀잣밤나무, 참나무 등의 활엽수 고목에서 발생하지만 드물게 삼나무 등의 침엽수에서도 발생한다. 고목의 측면에서 자라는 것도 많다. 우산 모양의 표고버섯은 다갈색에 솜털같은 비늘이 있고 뒷면은 희고 미세주름이 있다. 자실체 발생시기는 초여름과 가을로 적정 온도는 10~25℃로 그 폭이 균주에 따라 다르다.
비슷한 조건에 발생하는 표고버섯과 비슷한 독 버섯으로 화경 버섯이 있다. 이것을 표고버섯으로 잘못 인지해서 먹으면 위험하기도 하다. 외관이 흡사한데, 밤이나 어두운 장소에서 희게 빛나는 것으로 구분 가능하며 오래된 버섯은 빛나지 않아 구분하기 힘들다.

## 분포
한국, 일본, 중국 등 동아시아 등에서 분포한다.

## 효능
표고버섯에 함유된 엘리타데닌은 콜레스테롤 수치를 낮춰 고혈압, 심근 경색, 동맥 경화 등 다양한 심혈관계 질환과 성인병 방지가능하다. 표고버섯에는 레시텐이라는 성분이 함유돼 있는데 레시텐은 암세포의 증식도 막고 혈액순환 개선에 효과있다. 베타클로칸 성분은 면역력 향상시킨다.

## 요리

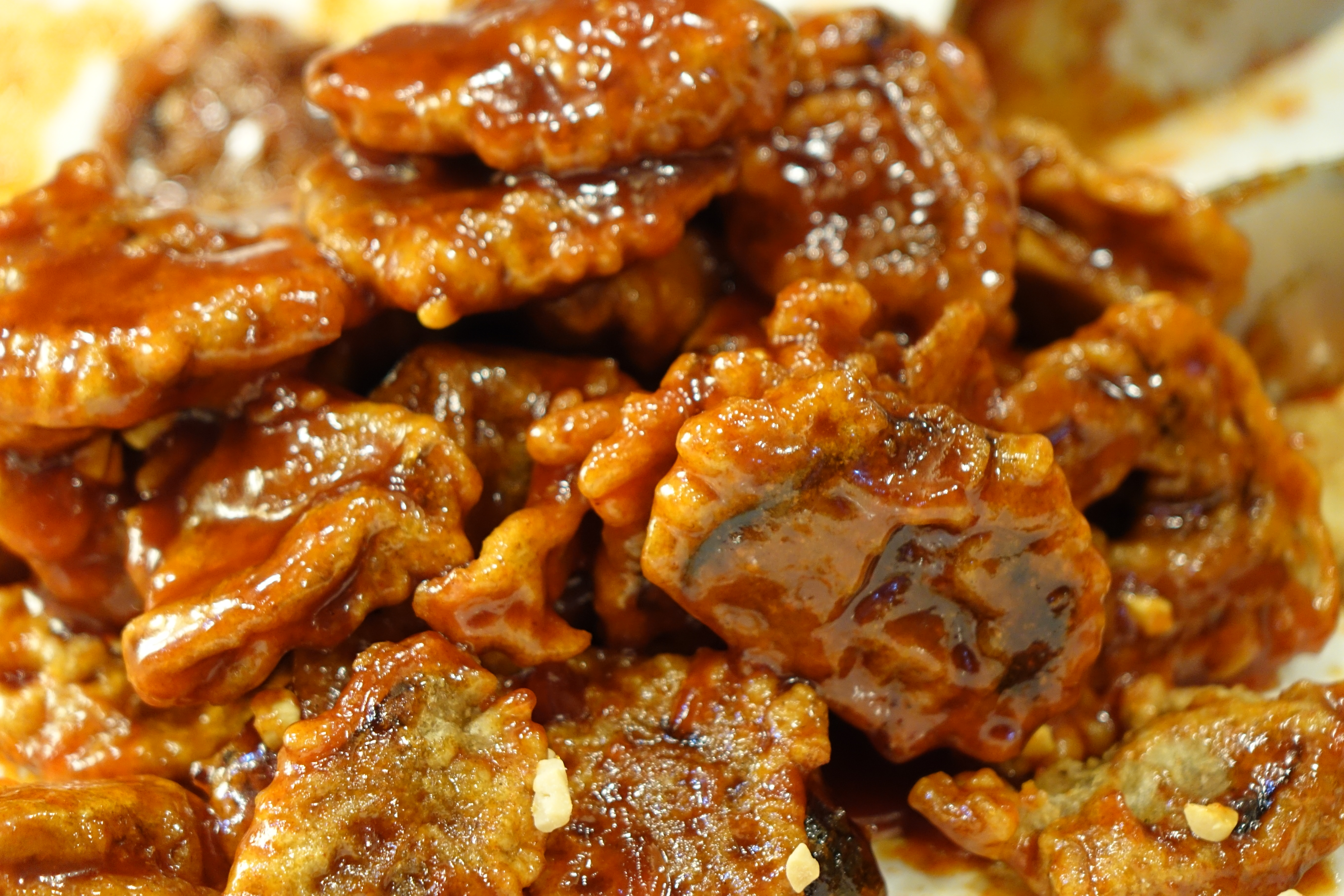
표고버섯튀김

잡채, 불고기에 많이 쓰며 볶거나 튀겨서 먹는다.

## 식용 분류
흑화고, 백화고 등으로 분류한다.